# Rotonde (ferroviaire)
Pour les articles homonymes, voir Rotonde.
 (janvier 2023).
Si vous disposez d'ouvrages ou d'articles de référence ou si vous connaissez des sites web de qualité traitant du thème abordé ici, merci de compléter l'article en donnant les références utiles à sa vérifiabilité et en les liant à la section « Notes et références ».

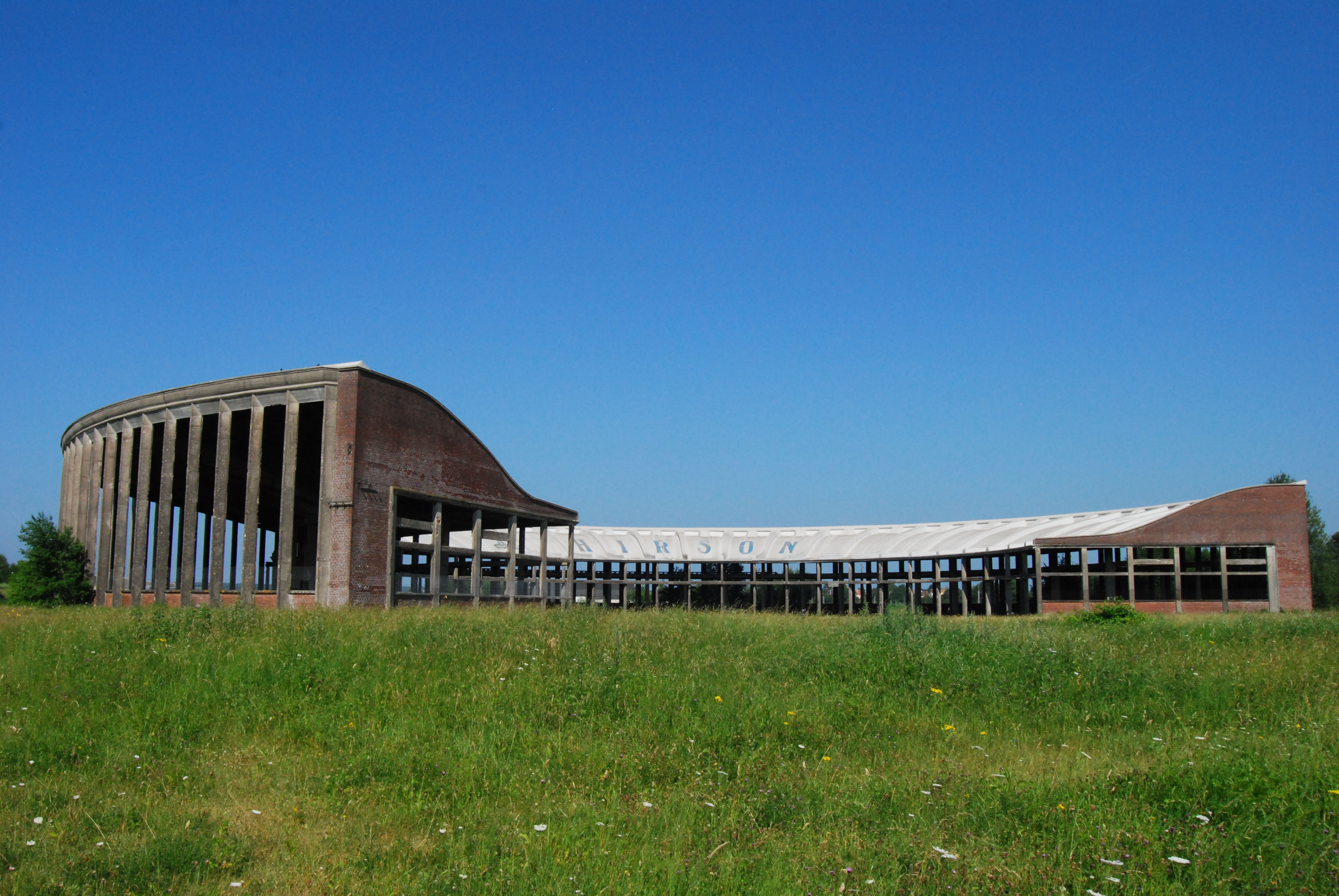
Rotonde du dépôt d'Hirson de type P.

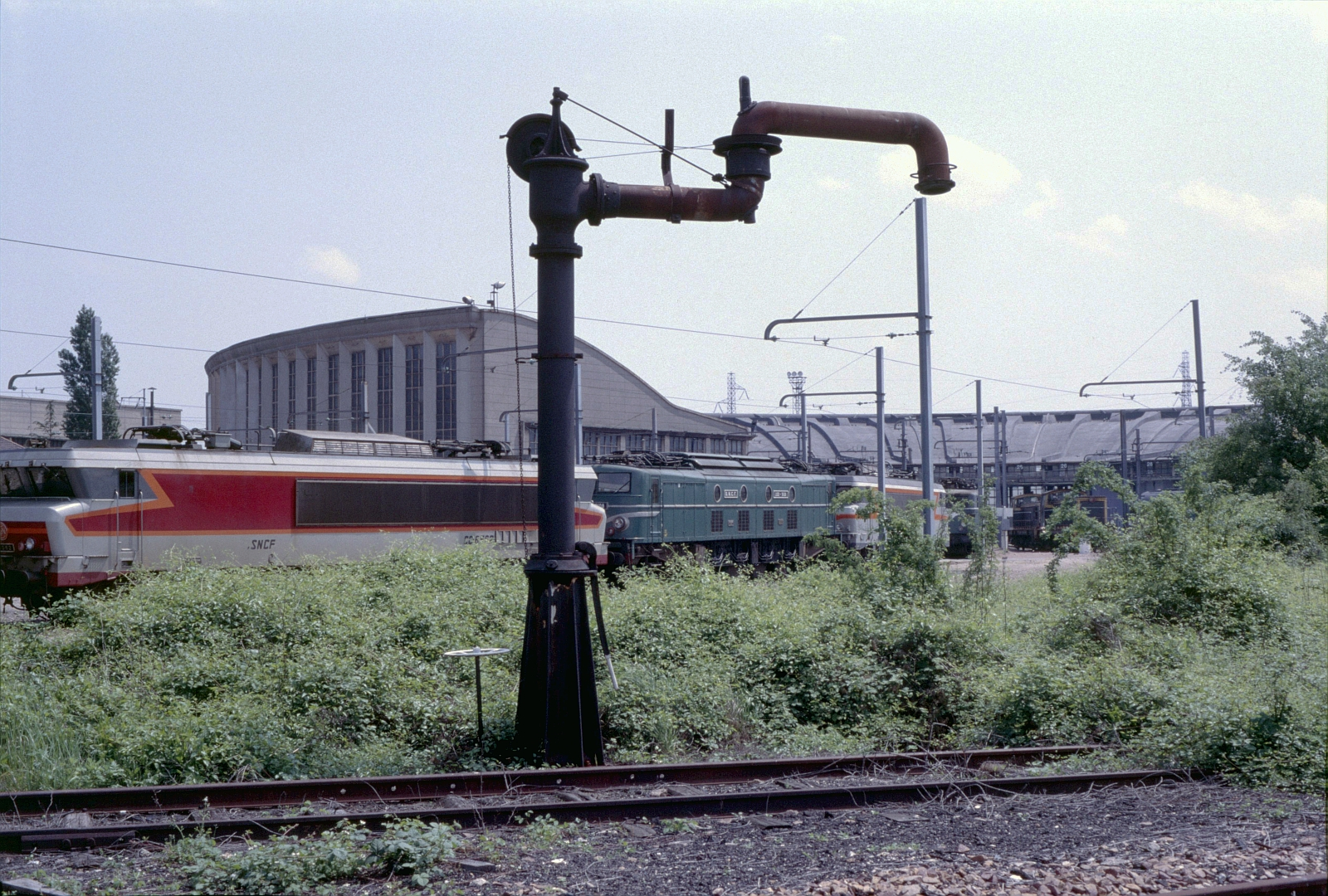
Le dépôt SNCF de Villeneuve-Saint-Georges avec sa rotonde unifiée du type P, le 2 juin 1985.

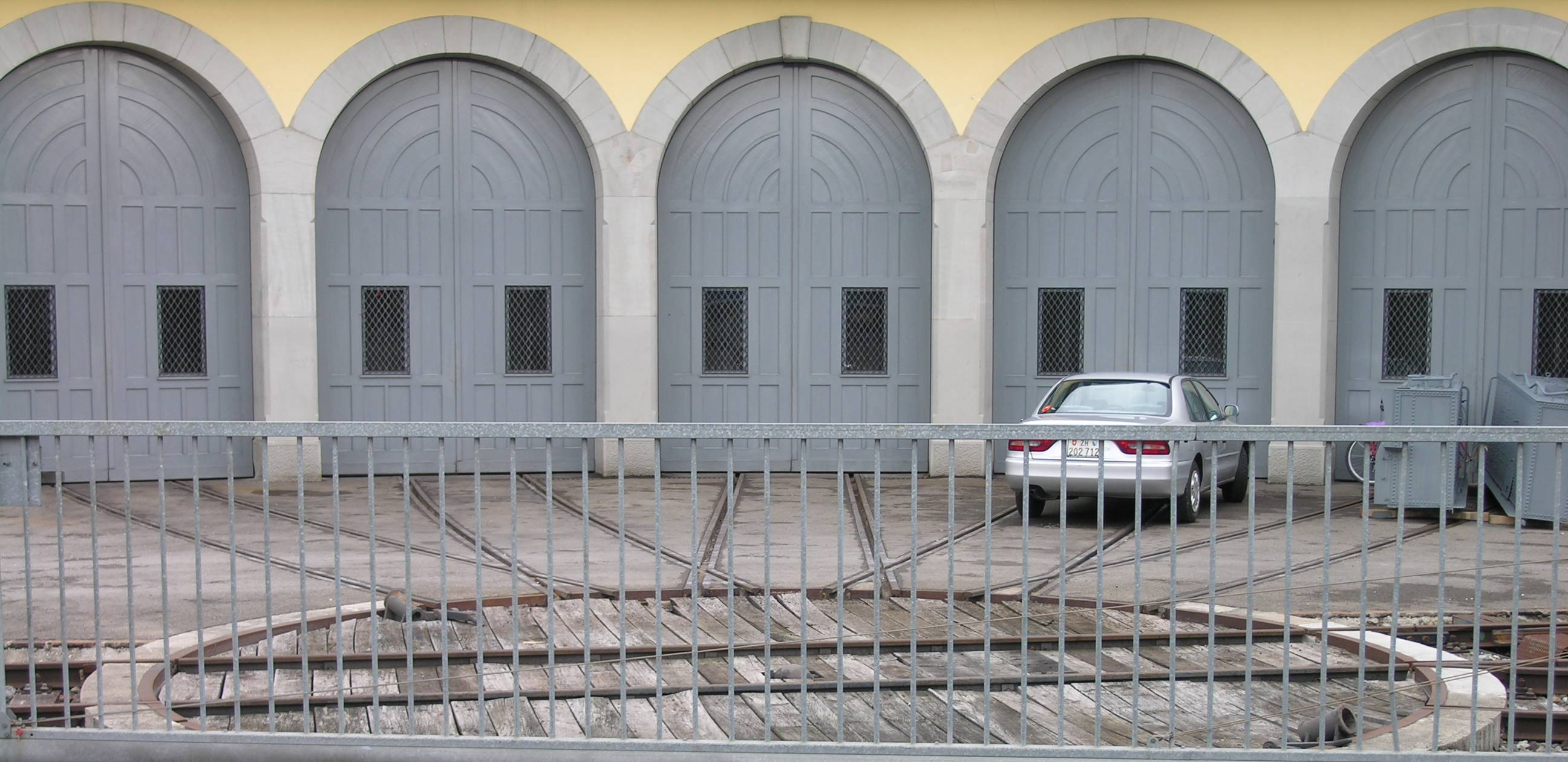
Rotonde à Uster (Suisse) où l'on voit les portes de garage autour de la plaque tournante.

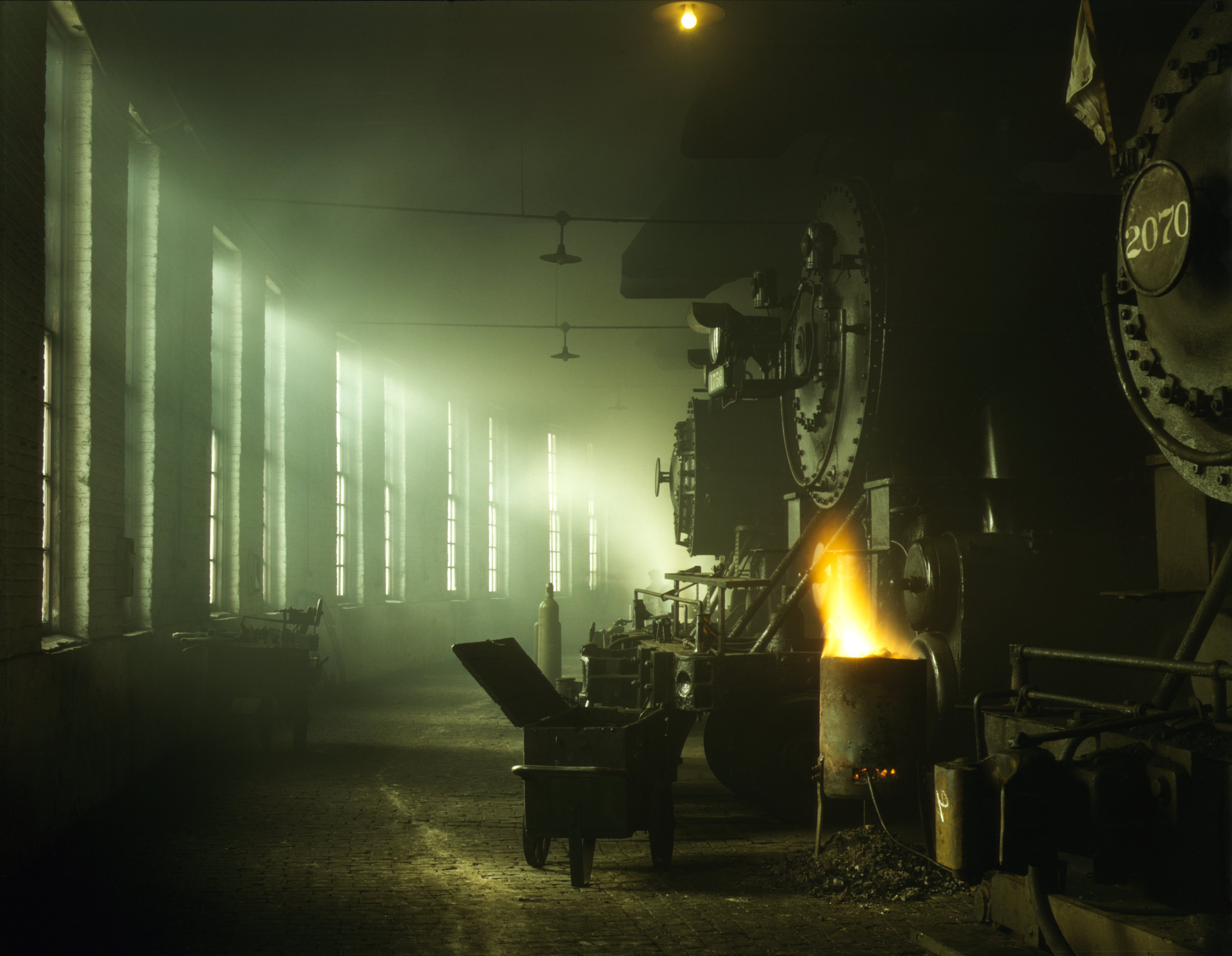
Locomotives à vapeur garées dans une rotonde à Chicago (décembre 1942).

La rotonde, au sens d'infrastructure ferroviaire, est un bâtiment de forme annulaire servant au remisage des locomotives. Elle est desservie par un pont tournant ou une plaque tournante pour les premiers modèles.
Si cette construction est apparue très rapidement dans le domaine ferroviaire c'est dans le souci de pouvoir abriter les machines entre deux courses. Ce bâtiment, indissociable du dépôt, fut de plusieurs modèles. En effet, suivant la compagnie et l'année de construction, les formes de la rotonde ont varié. Si les premières rotondes ne pouvaient accueillir qu'une quinzaine de locomotives à vapeur, on en vient très vite à des constructions pouvant abriter une cinquantaine de machines. Les premières présentaient aussi la particularité d'être entièrement couvertes.

## En France
À la création de la SNCF il fut décidé de ne construire que 2 modèles de rotonde :
- le type unifié dit type P,
- le type G ayant pour origine la Compagnie du chemin de fer Paris-Lyon-Méditerranée.

Si les dépôts possédaient une, deux ou trois rotondes, il était fréquent que celles-ci ne couvrent pas la totalité du parc rayonnant, créant ainsi un parc découvert. Dans d'autres cas tout le parc était couvert, mais il n'occupait qu'une partie du rayonnement du pont tournant, tel le dépôt d'Hausbergen avec trois « demi-rotondes ».
À côté de la rotonde, une alternative au garage des locomotives fut la remise desservie par un pont translateur, mais en conservant le pont tournant pour effectuer le virage des locomotives.
Certains dépôts comportaient, outre la rotonde et son pont tournant, un triangle de virage en plus.
Un cas intéressant est constitué par le dépôt de Montluçon qui possédait un pont tournant desservant une rotonde et un pont secteur accolé qui desservait aussi une rotonde, elle-même accolée, créant un édifice pas totalement circulaire.
Un autre cas fut la rotonde de Nogent-Vincennes qui, de 1849 à 1859, était la rotonde du dépôt de Paris la Villette. Mais celle-ci, étant devenue trop petite, fut démontée pierre par pierre et reconstruite au dépôt de Nogent-Vincennes.
On peut également noter la rotonde de Longueville, en Seine-et-Marne, siège du Musée vivant du chemin de fer et de l'association AJECTA, qui a conservé son pont tournant, son atelier de levage et sa forge. Elle présente une architecture de bois aux cheminées orientées vers le pont tournant. Sur ses dix appentis, sept étaient réservés au stockage des locomotives et trois à l'atelier. Restaurée par les soins d'une association, elle est ouverte au public sans réservation les dimanches.
Proche architecturalement de celle de Longueville, la rotonde du dépôt de Mohon, à Charleville-Mézières (Champagne-Ardenne), a été bâtie en 1906-1907 pour pallier l'annexion des dépôts de Mulhouse et Montigny-lès-Metz à la suite de la guerre de 1870. Des deux rotondes encadrant le dépôt, une seule est parvenue jusqu'à nous. Il existe actuellement un projet de réutilisation de l'ancien atelier qui verrait le stockage de matériel historique roulant. La rotonde est parfois accessible au public lors des Journées du Patrimoine.

## En Belgique
La construction de dépôt annulaire n'a pas été retenue par les Chemins de fer de l'État belge pour ses grands dépôts.
Quelques rotondes ont existé à Herbesthal (territoire prussien récupéré après la première guerre mondiale), à Florennes et Mariembourg (petites remises qui subsistent aujourd'hui, en mauvais état pour Florennes, et en exploitation touristique - par le CFV3V - pour Mariembourg).

## Au Canada
La dernière rotonde ferroviaire à être encore en fonction au Canada est la Rotonde Joffre. Le Lieu historique national du Canada de la Rotonde-de-la-Rue-John (Canadien-Pacifique) à Toronto est un lieu historique.